# Manfred Nielson

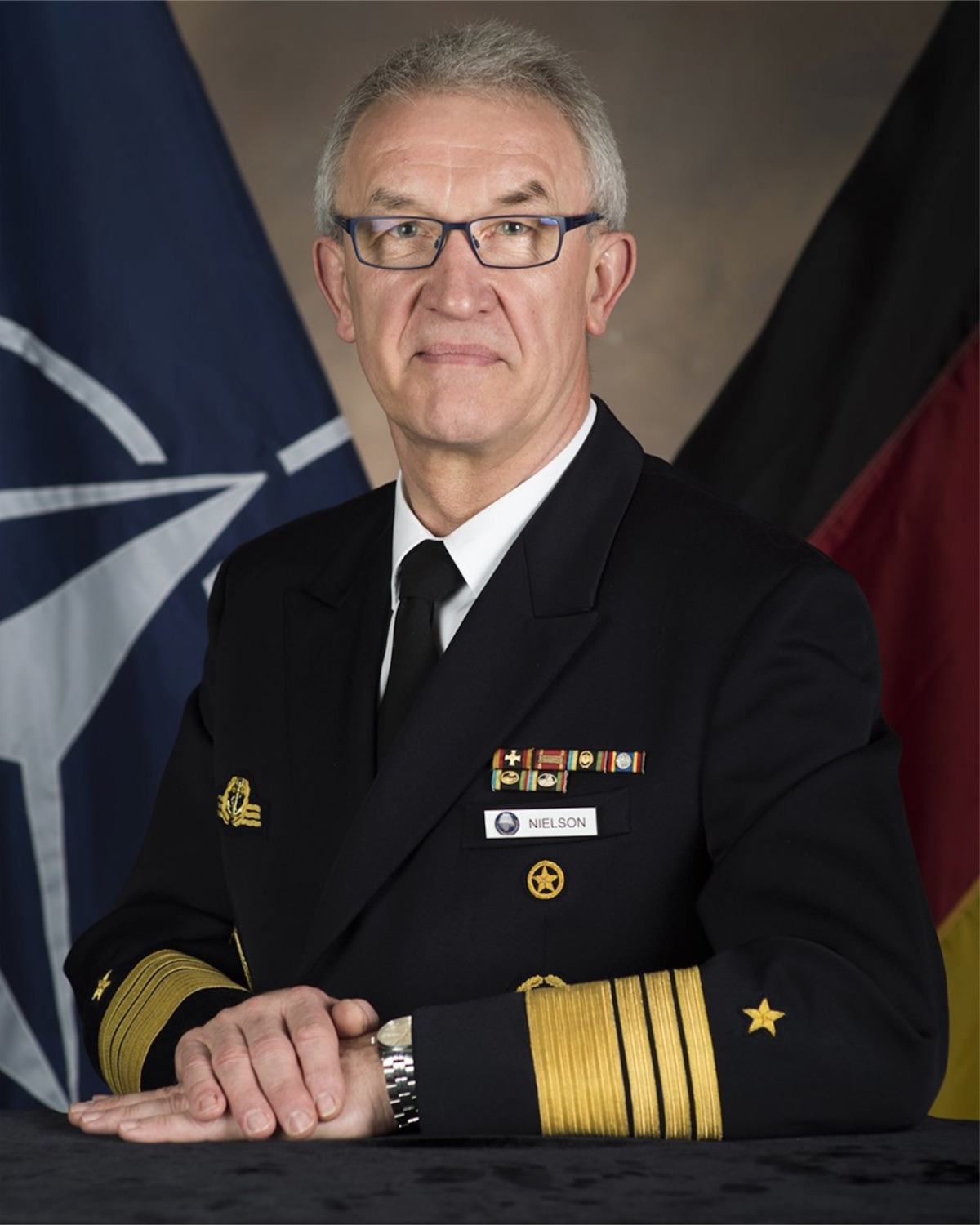
Admiral Nielson (2016)

Manfred Nielson (* 25. Februar 1955 in Dorsten) ist ein Admiral außer Dienst der Deutschen Marine. Er war in letzter Verwendung Deputy Supreme Allied Commander Transformation in Norfolk (USA).

## Militärische Laufbahn
Nach dem Abitur am Gymnasium Petrinum Dorsten 1973 trat er als Reserveoffizieranwärter in die Bundesmarine ein (Crew VII/73). Von 1974 bis 1975 diente er als Wachoffizier auf den Küstenminensuchbooten Koblenz und Wetzlar im 6. Minensuchgeschwader in Wilhelmshaven. Ab 1975 studierte er Wirtschafts- und Organisationswissenschaften an der Helmut-Schmidt-Universität der Bundeswehr in Hamburg und erhielt 1978 den akademischen Grad Diplom-Kaufmann.
Nach dem Studium kehrte er in die Flotte zurück und wurde als Wachoffizier auf den Minenjagdbooten Flensburg, Cuxhaven und Koblenz eingesetzt. Von 1980 bis 1981 nahm er an der Fachausbildung Unterwasserwaffen an der Marinewaffenschule in Eckernförde teil. Im Anschluss daran wurde er Kommandant des Minenjagdbootes Tübingen (bis 1983). Dieser Verwendung schloss sich eine weitere Kommandantenzeit auf dem Hohlstablenkboot Paderborn an. 1985 wechselte er als Sachbearbeiter in den Führungsstab der Streitkräfte (FüS) im Bundesministerium der Verteidigung in Bonn.

### Dienst als Stabsoffizier
Von 1986 bis 1988 absolvierte er den 28. Admiralstabsoffizierlehrgang an der Führungsakademie der Bundeswehr in Hamburg, nach dessen Abschluss er zum Korvettenkapitän befördert wurde. Ab 1988 erfolgte eine Verwendung als Operations- und Ausbildungsoffizier (S3) und stellvertretender Geschwaderkommandeur des 6. Minensuchgeschwaders in Wilhelmshaven. 1990 kehrte er in das Bundesministerium der Verteidigung nach Bonn zurück und wurde Referent in der Personalabteilung. Ab 1994 fungierte er im Ministerium als persönlicher Referent des Abteilungsleiters Personal. 1996 folgte erneut ein Truppenkommando als Kommandeur des 6. Minensuchgeschwaders in Wilhelmshaven, welches Fregattenkapitän Nielson bis 1997 innehatte.
Im Zuge einer erneuten Versetzung in das Bundesministerium der Verteidigung wurde er 1997 zum Kapitän zur See befördert und als Arbeitsbereichsleiter „Zentrale Angelegenheiten“ im Planungsstab des Ministeriums eingesetzt. 2000 erfolgte eine Anschlussverwendung als Arbeitsbereichsleiter „Personal und Innere Führung“ im selben Stab. Von 2000 bis 2002 war er Büroleiter des Staatssekretärs im Bundesministerium der Verteidigung Klaus-Günther Biederbick.
2002 wurde Nielson das Kommando über die Marineschule Mürwik in Flensburg-Mürwik übertragen, wo er für die Ausbildung der Offiziere der Marine verantwortlich war.

### Dienst als Admiral

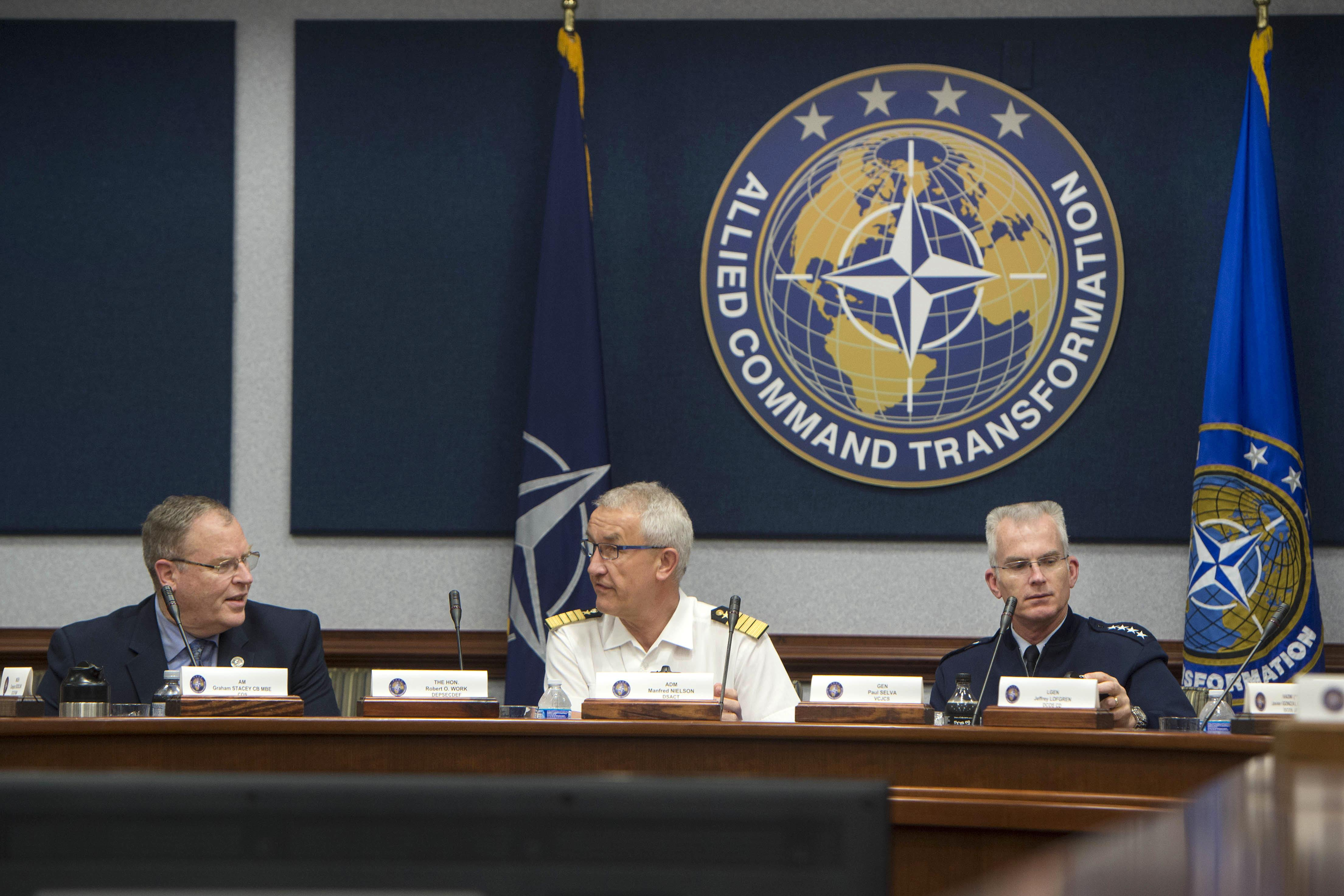
Manfred Nielson (Mitte), Paul J. Selva (rechts), 2016

2003 erfolgte die Ernennung zum Flottillenadmiral. Im Zeitraum von Mai bis Oktober 2003 war er als Commander Task Force 150 im Rahmen der Operation Enduring Freedom (OEF) am Horn von Afrika eingesetzt und befehligte einen multinationalen Einsatzverband. Ab 2005 erfolgte erneut eine Verwendung im Bundesministerium der Verteidigung in Bonn als Unterabteilungsleiter I in der Abteilung für Personal-, Sozial- und Zentralangelegenheiten (PSZ).
Im Februar 2008 erfolgte die Ernennung zum Konteradmiral und die Übernahme des Postens des Chefs des Stabes im Führungsstab der Streitkräfte, wo er unter den Generalinspekteuren Wolfgang Schneiderhan und ab Januar 2010 Volker Wieker diente. Am 1. Juli 2010 übernahm Nielson unter Ernennung zum Vizeadmiral von Hans-Joachim Stricker den Dienstposten als Befehlshaber der Flotte in Glücksburg. Am 30. Juni 2011 gab Nielson den Befehl über das Flottenkommando ab. Der Dienstposten des Befehlshabers der Flotte wurde nicht nachbesetzt, so dass er die Dienstgeschäfte an den stellvertretenden Befehlshaber, Konteradmiral Michael Mollenhauer, übergab.
Noch während seiner Zeit als Befehlshaber der Flotte wurde Vizeadmiral Nielson Ende März 2011 durch den Bundesminister der Verteidigung Thomas de Maizière zum Leiter des Arbeitsstabes Strukturreform der Bundeswehr im Bundesministerium der Verteidigung ernannt. Im Juni 2011 wurde Nielson dann mit der Leitung der Einzelprojektgruppe zur Neuausrichtung der Bundeswehr Überprüfung Rüstungs- und Beschaffungsvorhaben  beauftragt. Zum Nachfolger in seiner Funktion als Leiter des Arbeitsstabes der Strukturreform der Bundeswehr wurde am 20. Juli 2011 Martin Schelleis ernannt. Nielson wurde dort mit dem Aufbau der Abteilung Planung im Verteidigungsministerium betraut.
Am 28. März 2012 übernahm Nielson das Kommando über die Streitkräftebasis, das er am 6. Oktober 2015 an Generalleutnant Martin Schelleis übergab.
Am 24. März 2016 trat er den Dienstposten des Deputy (stellvertretender) Supreme Allied Commander Transformation in Norfolk (USA) an. Mit der neuen Verwendung war die Beförderung zum Admiral verbunden, dem höchsten militärischen Dienstgrad der Marine, der seit der Aufstellung der Bundeswehr im Jahre 1955 vor ihm erst vier Offizieren verliehen wurde.
Am 27. September 2019 wurde Nielson nach 46 Dienstjahren in den Ruhestand verabschiedet.

## Privates
Nielson ist verheiratet und hat zwei erwachsene Kinder.

## Auszeichnungen
- Ehrenkreuz der Bundeswehr in Gold
- Einsatzmedaille Operation Enduring Freedom
- Einsatzmedaille Fluthilfe 2013
- Offizier der französischen Ehrenlegion[11]